# Kawasaki-juku

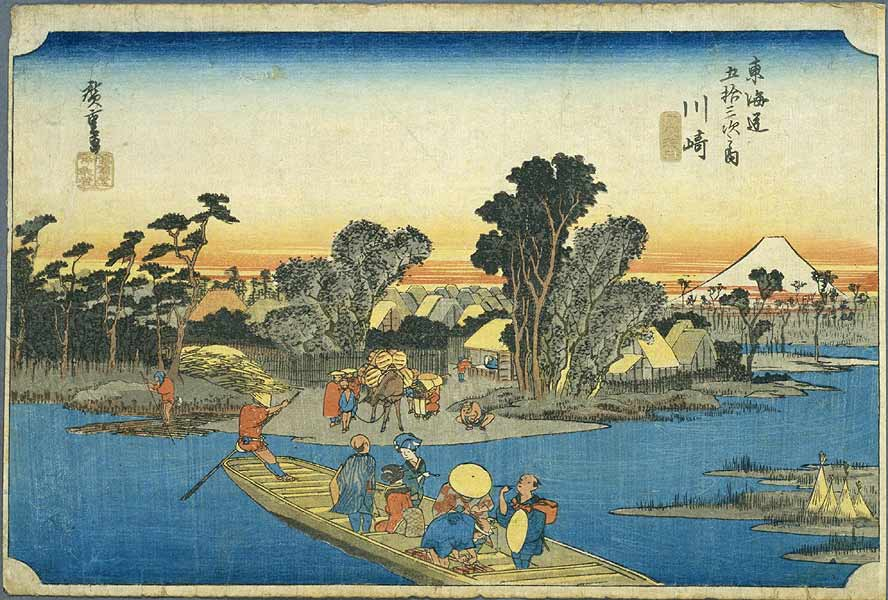
Kawasaki-juku dans les années 1830, estampe de Hiroshige dans l'édition Hoeido de Les Cinquante-trois Stations du Tōkaidō (1831-1834).

Kawasaki-juku (川崎宿, Kawasaki-shuku) était la deuxième des cinquante-trois stations du Tōkaidō. Elle se trouve à Kawasaki-ku dans la ville de Kawasaki, préfecture de Kanagawa au Japon.

## Histoire
Kawasaki-juku fut établie comme station ((shukuba) en 1623 par un officiel local, Hasegawa Nagatsuna. Ce fut la dernière station construite au long du Tōkaidō. Elle se trouvait près de Kawasaki Daishi, un célèbre temple bouddhiste, de telle sorte qu'elle était souvent fréquentée par des voyageurs venus prier.
L'estampe ukiyoe d'Ando Hiroshige (édition Hoeido) de 1831-1834 montre des voyageurs dans une barge traversant la rivière Tama et des passagers attendant sur la berge en face. Le mont Fuji est visible au loin.